# Dan Levy

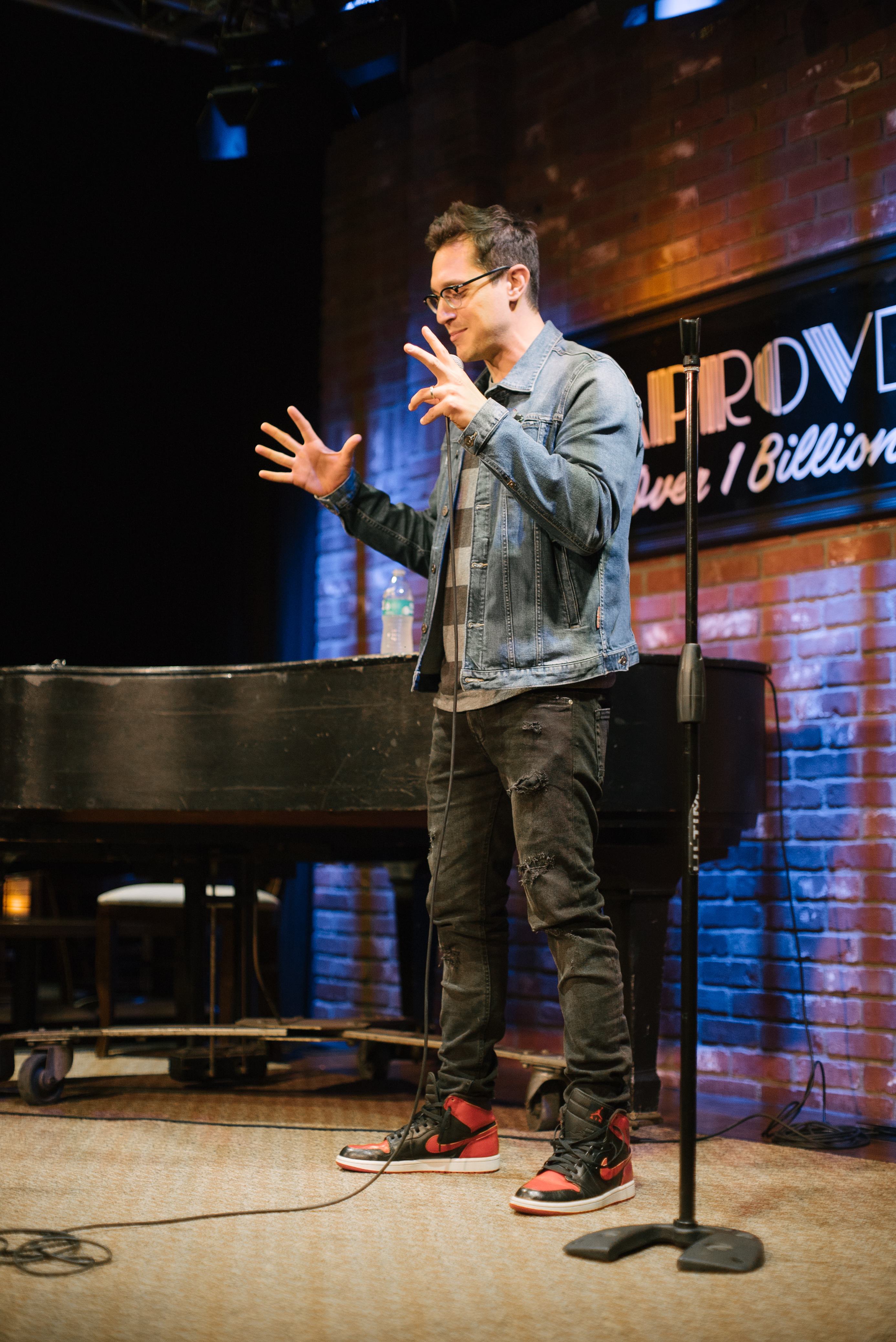
Daniel Levy

Daniel Levy (* 19. März 1981 in Stamford) ist ein US-amerikanischer Komiker, Schauspieler, Autor und Produzent. Er lebt in Los Angeles.

## Filmografie (Auswahl)
- 2011: Mardi Gras: Die größte Party ihres Lebens
- 2011: Harold & Kumar – Alle Jahre wieder
- 2013–2019: Die Goldbergs (140 Folgen)
- 2022: How I Met Your Father (10 Folgen)
- 2025: Die Schlümpfe